# Formalismo (filosofia)
Il termine formalismo deriva da quello di "forma" solitamente contrapposto a materia o contenuto. Il concetto risale alla filosofia greca antica che usa i termini μορφή (morphé, forma sensibile), σχήμα (skhēma, modo in cui una cosa si presenta), είδος (èidos, forma intelligibile).
Il "formalismo" negli argomenti filosofici è la considerazione attraverso schemi precostituiti degli aspetti formali come preponderanti rispetto a quelli materiali o sostanziali della realtà.  Il formalismo si manifesta anche genericamente nel far prevalere i motivi esteriori o convenzionali nelle attività spirituali o nei rapporti umani.

## Il formalismo platonico
Aristotele attribuisce a Platone, anche se già i pitagorici e gli eleati lo avevano parzialmente preceduto, il primato della concezione formalistica parlando di idea e specie, sia intendendola come essenza e causa delle cose materiali sia come ciò che rende intelligibili le cose nel senso che è la presenza dell'idea nella cosa stessa, che è copia imperfetta dell'essenza ideale, che rende possibile all'intelletto dell'uomo capire che cosa essa sia: e da qui l'origine del problema del rapporto irrisolto nella dottrina platonica tra il mondo ideale, della forma, e quello della realtà materiale.
La concezione platonica, esposta nel dialogo del Timeo, della formazione dell'universo in base ai due elementi della forma e della materia, viene ripresa e approfondita da Aristotele che se ne serve per la definizione della ousia della sostanza, concepita come sinolo, unione indissolubile di forma e materia.

## Il formalismo in Aristotele
Aristotele, trattandone nelle opere Fisica, Metafisica, Sull'anima, dissente dai platonici che intendevano il mondo delle idee come separato da quello delle cose. L'individuo reale infatti non può sussistere se non fosse in lui indissolubilmente legata la forma ideale alla materia. Ovunque sia presente una realtà materiale ivi vi è  la necessaria presenza di una forma.
La forma però ha una priorità cronologica e ontologica, prima nel tempo e prima come "essere" rispetto alla materia: essa è infatti sia causa efficiente, quella che rende possibile l'esistenza della sostanza, sia causa finale, esprime il fine che dà senso all'esistenza della cosa stessa. Ma, sostiene Aristotele, la priorità della forma è anche logica  perché «di ogni cosa si può parlare in quanto ha una forma e non per il suo aspetto materiale in quanto tale».

## Il formalismo teologico medioevale
La teologia medioevale riprese il formalismo aristotelico che applicò nella connotazione dell'anima immortale.
San Tommaso infatti respinge la teoria dei neoplatonici agostiniani che attribuivano all'anima umana e angelica una specie di materia spirituale e ribadisce la purezza della forma sostanziale aristotelica, anche se, egli aggiunge, la materia ha una sua caratteristica particolare, come materia signata di accogliere in sé la forma o l'anima, che è poi pienamente realizzata come attuale solo in Dio, mentre nell'uomo conserva ancora un elemento di potenzialità  e limitatezza

## Il formalismo kantiano
I concetti aristotelici di forma sostanziale e forma finale persero ogni originario significato con l'avvento della scienza moderna e assunsero un valore del tutto diverso nella formulazione kantiana.
La connotazione esplicita di formalismo è infatti solitamente attribuita al pensiero kantiano che partendo dal concetto di trascendentale esamina il processo conoscitivo:
In Kant cioè il termine trascendentale indica il meccanismo "formale" della conoscenza, a prescindere dal contenuto di essa. Kant infatti vuole spiegare non che cosa si conosce, ma come avviene la conoscenza, ossia definire i presupposti teorici che rendono possibile la conoscenza.
Essa è per un verso passiva, in quanto si basa su dati sensibili che noi acquisiamo passivamente; ma per altro verso è attiva, poiché siamo dotati di "funzioni trascendentali", di modi di funzionamento dell'intelletto che automaticamente si attivano nel momento stesso in cui riceviamo i dati sensibili. Nel caso per esempio del primo grado del conoscere, l'intuizione, noi mettiamo istantaneamente in azione le funzioni di spazio e tempo; cioè discriminiamo, selezioniamo attivamente i dati sensibili nello spazio e nel tempo. Questi modi di funzionamento della conoscenza sensibile non sono un'attività ulteriore che noi mettiamo in esecuzione, ma peculiarità specifiche, elementi costitutivi del nostro stesso intelletto.
Il formalismo kantiano risalta in particolare nell'analisi della morale rappresentata dalla legge morale che è «il principio valido per ogni essere ragionevole, secondo cui deve agire, cioè un imperativo.», un "imperativo categorico" il cui valore non dipende dal suo contenuto, ma dalla sua "forma" di legge che è l'"universalità" di quel dovere che appartiene formalmente a ogni uomo e che gli comanda di agire ma, per rispettare la sua autonomia, non gli prescrive cosa deve mettere in atto:

## Il formalismo nel pensiero post-kantiano
Riprendendo in parte le concezioni hegeliane Benedetto Croce riprende il formalismo quando parla di forme riferendole all'attività, alla vita dello Spirito che si esplica nei quattro gradi di Estetica, Logica, Economia ed Etica.
Diversamente nel suo saggio Le forme assolute dello Spirito (1909) Giovanni Gentile preferisce indicare come forme assolute quelle di Arte, Religione e Filosofia come fasi dialettiche dell'Io trascendentale inteso come atto puro.
Ancora collegato ad un'impostazione kantiana è la filosofia delle forme simboliche di Ernst Cassirer mentre per Edmund Husserl, ormai lontano dal kantismo, il concetto di forma nella fenomenologia s'inserisce in una filosofia dal carattere rigorosamente scientifico. All'impostazione fenomenologica si rifà anche la psicologia della forma o Gestaltpsychologie.
Infine i recenti sviluppi del formalismo si possono ritrovare infine nel concetto di struttura, ad opera dello strutturalismo.